# M26 Pershing
M26 Pershing là một loại xe tăng hạng nặng của Mỹ đặt theo tên tướng John Joseph Pershing được sử dụng hạn chế trong chiến tranh thế giới thứ II, chiến tranh Triều Tiên và nội chiến Trung Quốc. Việc sản xuất M26 Pershing kéo dài do nhiều yếu tố và chỉ có 20 chiếc M26 Pershing được sản xuất kịp để tham dự thế chiến II, M26 Pershing đã cùng chiếc M46 Patton phục vụ cho chiến tranh Triều Tiên. Do động cơ yếu và độ tin cậy kém nên nó đã được ngừng sản xuất năm 1950, rút khỏi Triều Tiên năm 1951 và bị thay thế hoàn toàn trong quân đội Mỹ năm 1952 - 1953, tuy vậy, một số lượng nhỏ vẫn còn được Italia sử dụng đến năm 1963. Xe tăng M26 Pershing là một chiếc xe tăng hạng trung và nặng của Mỹ, đã được sử dụng một thời gian ngắn trong Thế chiến II và chiến tranh Triều Tiên. Nó được đặt tên theo Tướng John J. Pershing, người đã lãnh đạo quân viễn chinh Mỹ ở châu Âu trong Thế chiến I.

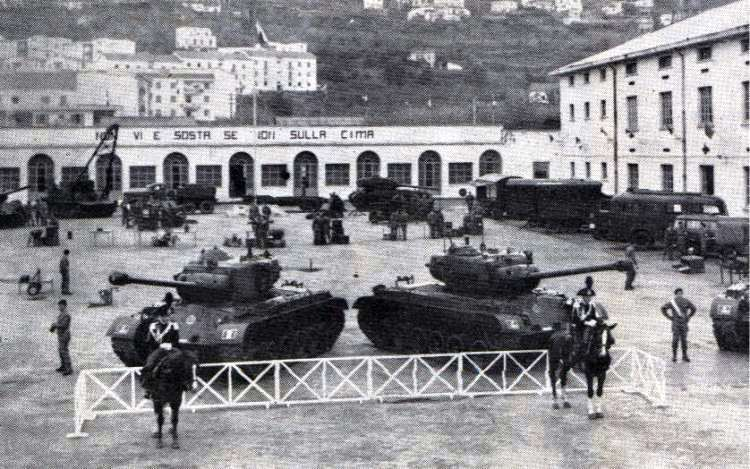
M26 Pershing trong chiến tranh thế giới thứ hai

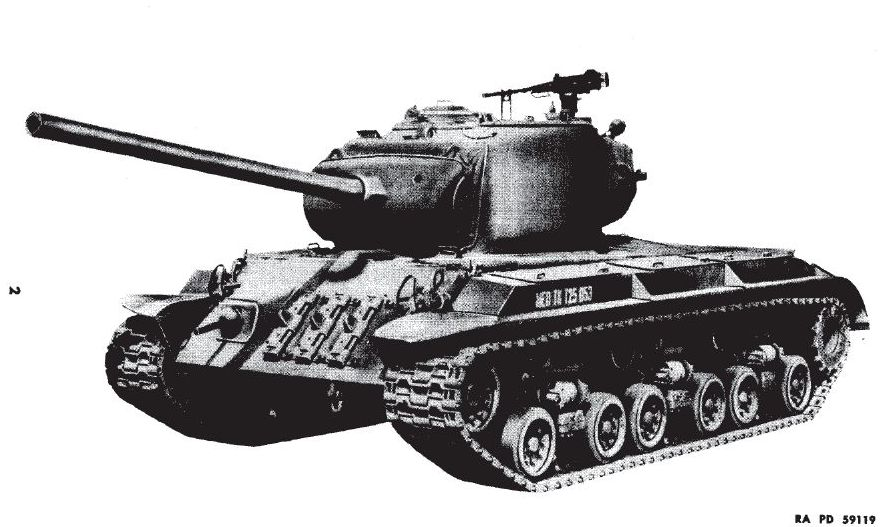
T25E1

Chỉ có 20 xe tăng M26 (T26E3) ban đầu triển khai đến châu Âu vào tháng 1 năm 1945 và chiến đấu trong chiến tranh thế giới thứ II. M26 Pershing và phiên bản cải tiến của nó, M46 Patton, cả hai điều tham chiến ở Hàn Quốc. M26 là không đủ mạnh và máy móc không đáng tin cậy và đã được rút khỏi Hàn Quốc vào năm 1951, M46 Patton với một động cơ mạnh mẽ hơn đã được sử dụng thay thế. M26 Pershing tiếp tục được phát triển thành M47 Patton, và đã được thể hiện trong các mẫu thiết kế mới của tăng M48 Patton và tăng M60 Patton

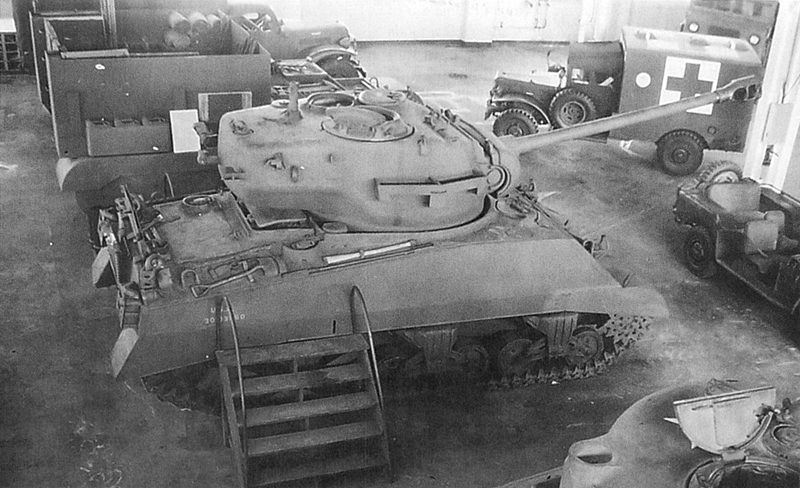
Tháp pháo T26 Pershing với khẩu pháo 90 mm được lắp trên thân xe tăng M4 Sherman.

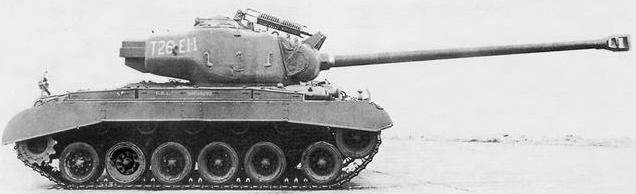
"Super Pershing" trước khi giáp được hàn thêm. Chiều dài của nòng là để cạnh tranh với pháo 88 mm KwK 43 L/71 của Tiger II.

## Phát triển
M26 là đỉnh điểm của một loạt các seri xe tăng bắt đầu với T20 vào năm 1942 và kết thúc với M4 Sherman. Loạt nguyên mẫu bắt đầu như là một nâng cấp các xe tăng hạng trung M4 Sherman 
Dòng xe tăng đầu tiên của quân đội đã phát triển từ xe chiến đấu M1 và đến tăng hạng nhẹ M2, tăng hạng trung M2, M3 Lee, và cuối cùng là Sherman M4. Những xe tăng này có những đặc điểm phổ biến của việc sử dụng động cơ Continental gắn phía sau làm mát bằng không khí bố trí hình tròn và xích một ổ đĩa phía trước.
Trong các seri tăng, T25 và T26 là hai dòng xe tăng tạo ra một cuộc tranh luận nội bộ trong quân đội Hoa Kỳ vào giữa năm 1943 đến đầu năm 1944 so với nhu cầu cho xe tăng với hỏa lực và bọc giáp lớn hơn. Một khẩu pháo 90 mm đã được lắp đặt trong một tháp pháo mới lớn. Loạt T26 được bọc giáp thêm phía trước, với tấm Glacis tăng lên 4 (10 cm). Điều này làm tăng trọng lượng của loạt T26 hơn 40 tấn ngắn (36 t) và giảm tính di động và độ bền của động cơ và hệ thống truyền động không được cải thiện để bù đắp cho việc tăng trọng lượng.
T26E3 là phiên bản sản xuất của T26E1 với một số thay đổi nhỏ được. Theo giới thiệu của nó vào chiến đấu, nó đã được đổi tên thành M26 tháng 3 năm 1945.

## Sau chiến tranh
Khoảng 800 xe tăng M26 đã được nâng cấp với động cơ được cải thiện với pháo 90-mm và được đặt lại tên là Patton M46.
M26 đã được giới thiệu vào cuối Thế chiến II và chỉ có một số lượng hạn chế được sản xuất.

## Vũ khí
Súng 90-mm M3 của M26 Pershing được chế tạo tương tự như khẩu pháo KwK 36 88mm được sử dụng trên xe tăng Tiger I., và có thể xuyên thủng giáp phía trước của Panther từ khoảng cách 2.600 yard (2.400 m).

## Sau chiến tranh thế giới thứ II
Năm 1946, do thay đổi quan niệm phân loại tăng của quân đội Mỹ, M26 Pershing đã được phân loại lại như một chiếc xe tăng hạng trung. Do ban đấu được thiết kế như một chiếc xe tăng hạng nặng, M26 Pershing là một nâng cấp đáng kể so với M4 Sherman về hỏa lực và bảo vệ. Mặt khác, tính cơ động của nó là không đạt yêu cầu cho một chiếc xe tăng hạng trung. Cuối cùng, phiên bản mới đã được đặt lại tên M46 Patton và 1.160 chiếc M26 Pershing đã được cải tiến lại để phù hợp với tiêu chuẩn mới. Do đó, M26 Pershing đã trở thành cơ sở của dòng xe tăng Patton, loại xe tăng thay thế M26 Pershing trong đầu những năm 1950. M47 Patton là một phiên bản của M46 Patton với một tháp pháo mới. M48 Patton và M60 Patton, sau này chiến đấu ở Việt Nam và các cuộc xung đột Trung Đông và vẫn còn phục vụ trong nhiệm vụ hoạt động ở nhiều quốc gia ngày hôm nay.